# Поліщук Іван Михайлович
 Поліщук Іван Михайлович  (15 січня 1916, Ленківці  — 29 вересня 1943, Військове) — радянський військовий, Герой Радянського Союзу, командир 100-го стрілецького полку 6-та армія (СРСР) Південно-Західний фронт (Друга світова війна).

## Життєпис
Народився 15 січня 1916 року в селі Ленківці, Шепетівського району, Кам'янець-Подільської нині — Хмельницької області, Україна в сім'ї селянина. Українець.
У 1937 році був мобілізований до лав Радянської Армії, командир відділення окремого батальйону зв'язку при Академії імені М. В. Фрунзе.
З 1940 по 1941 рік навчання в Рязанському піхотному училищі, яке закінчив у званні лейтенанта.
З 1941 року командир кулеметної роти, стрілецького батальйону.
З 1943 року командир 100-го стрілецького полку 6-та армія (СРСР) Південно-Західний фронт (Друга світова війна).
В вересні 1943 року загинув в бою біля села Військове. Був похований в братській могилі в місті Синельникове Дніпропетровської області, Україна.
Указом Президії Верховної Ради СРСР від 22 лютого 1944 року гвардії майору Поліщуку Івану Михайловичу  посмертно присвоєно звання Героя Радянського Союзу. Нагороджений орденом Леніна.

## Нагороди
- Звання Героя Радянського Союзу присвоєно з врученням ордену Леніна і медалі «Золота Зірка»
- Орден Вітчизняної війни 2 ступеня
- Орден Червоної Зірки